# PGC 34516
LEDA/PGC 34516 ist eine Galaxie mit aktivem Galaxienkern im Sternbild Löwe an der Ekliptik. Sie ist schätzungsweise 380 Millionen Lichtjahre von der Milchstraße entfernt. Gemeinsam mit NGC 3609 und NGC 3612 bildet sie das Galaxientrio Holm 241.